# Pulpit Rock (Heard)
Der Pulpit Rock (von englisch pulpit ‚Kanzel, Bugkorb‘) ist ein Klippenfelsen im Archipel Heard und McDonaldinseln im südlichen Indischen Ozean. Er liegt 160 m südlich des Kap Gazert vor der Westseite von  Heard.
Der Felsen taucht erstmals als Insel auf Kartenmaterial des US-amerikanischen Robbenfängerkapitäns H. C. Chester aus dem Jahr 1860 auf, der zu dieser Zeit in den Gewässern um den Archipel operierte. Vermessungen und die deskriptive Benennung erfolgten 1948 durch Wissenschaftler der Australian National Antarctic Research Expeditions.